# Побласьйон-де-Арройо
Побласьйон-де-Арройо (ісп. Población de Arroyo) — муніципалітет в Іспанії, у складі автономної спільноти Кастилія-і-Леон, у провінції Паленсія. Населення — 74 особи (2010).
Муніципалітет розташований на відстані близько 230 км на північний захід від Мадрида, 44 км на північний захід від Паленсії.
На території муніципалітету розташовані такі населені пункти: (дані про населення за 2010 рік)
- Арройо: 33 особи
- Побласьйон-де-Арройо: 41 особа

## Демографія
Динаміка населення (INE ):